# Hyalopsychella winkleri
Hyalopsychella winkleri is een schietmot uit de familie Dipseudopsidae. De soort komt voor in het Oriëntaals gebied. 
De soort is de typesoort van het geslacht Hyalopsychella.